# Piramide van Djedkare-Isesi
Haram el-Shawaf is het piramidecomplex van farao Djedkare-Isesi van de 5e dynastie in Zuid-Saqqara in Egypte. Behalve de piramide van de farao omvat het complex een satellietpiramide en een koninginnenpiramide. De piramide heette oorspronkelijk Mooi is Isesi. De moderne Arabische naam Haram el-Shawaf, حرم الشواف, 'de wachter', is te danken aan het feit dat de piramide uitkijkt over het moderne dorp Saqqara.
De piramide had een getrapte kern en een vlakke buitenkant; de ingang is aan de noordzijde. Vanaf de ingang daalt een gang af naar een kamer van kalksteenblokken. Van hieruit leidt een horizontale gang naar de antichambre, die zich recht onder de top van de piramide bevindt. Ten oosten van de antichambre ligt een magazijn bestaande uit drie ruimtes, ten westen de grafkamer. Hier zijn fragmenten gevonden van een basalten sarcofaag die in de vloer verzonken was. Het dak van de grafkamer is een zadeldak bestaande uit drie lagen van enorme kalksteenblokken.
De daltempel en toegangsweg liggen tegenwoordig onder het moderne dorp Saqqara. De toegangsweg kwam de dodentempel binnen tussen twee massieve pylonen. Hiertussen lag een lange hal die leidde naar een open hof met granieten zuilen rondom en geplaveid met albast. Er waren verschillende magazijnen, een kamer met vijf nissen voor de cultus en een offerkapel. De 'koninginnenpiramide' is mogelijk geen grafmonument van Djedkares echtgenote, maar een complex voor de zonnecultus vergelijkbaar met de zonnetempels uit de vroege 5e dynastie te Aboesir.

## Galerij

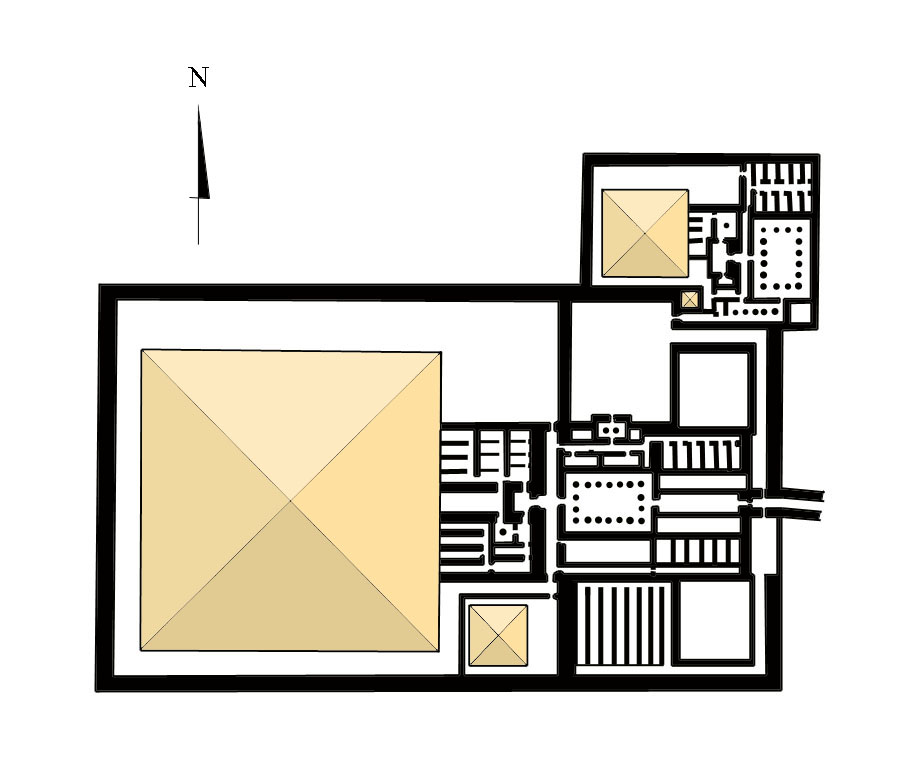
Plattegrond van het piramidecomplex van Djedkare
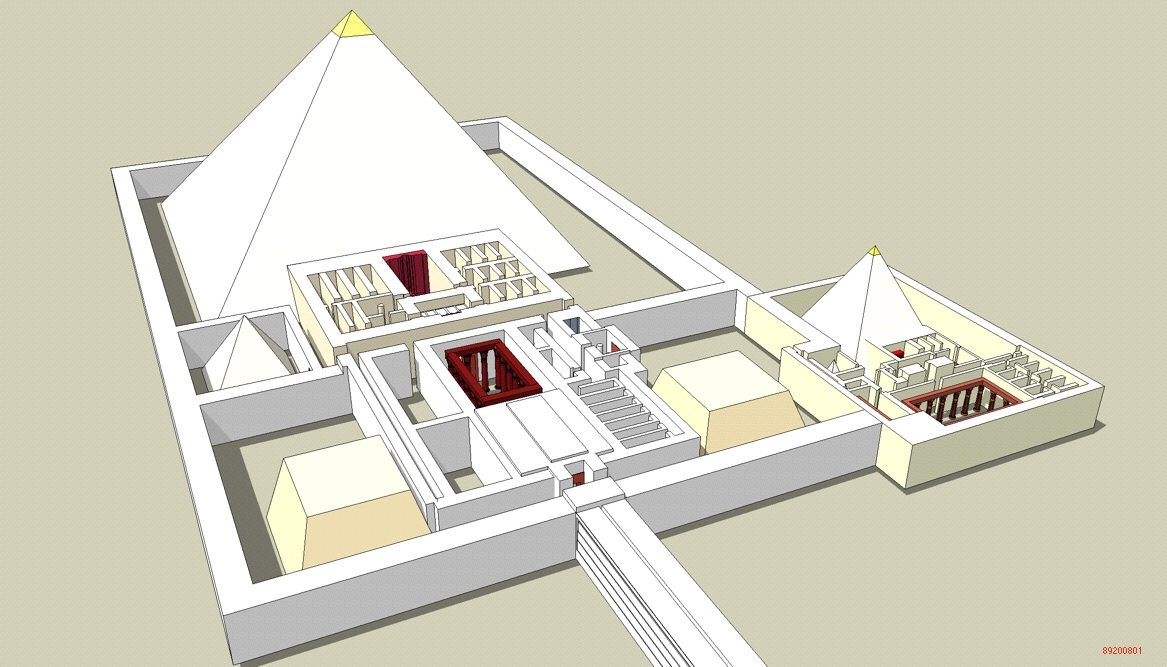
Reconstructie van het piramidecomplex van Djedkare
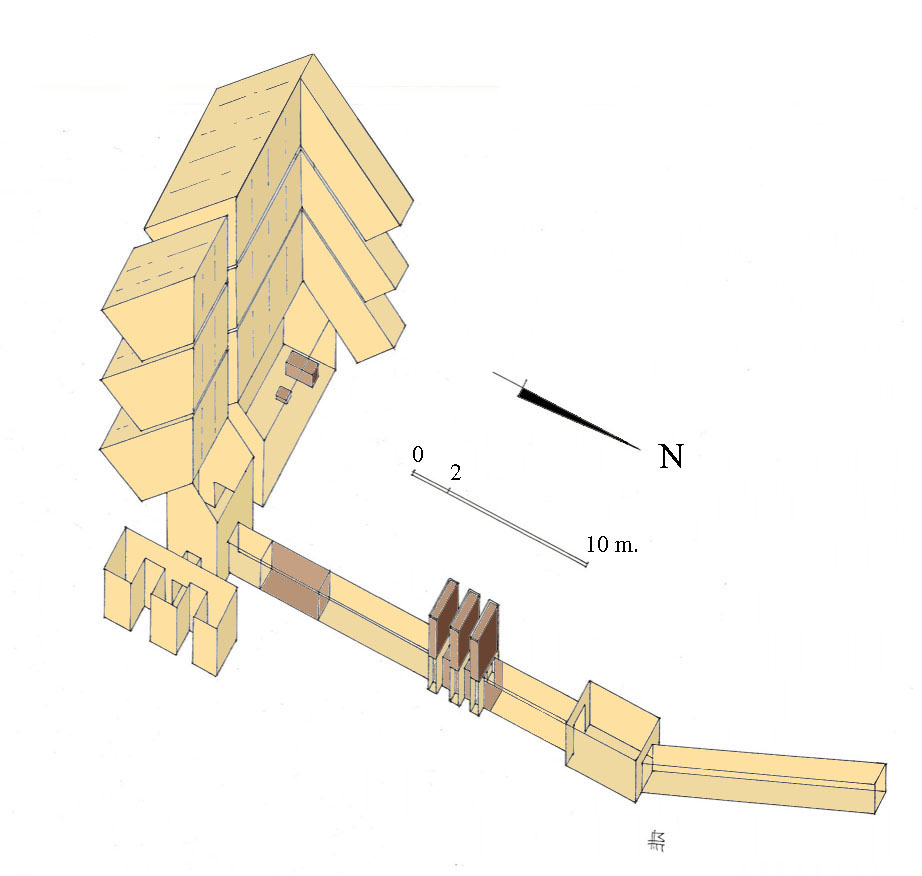
De kamers in de piramide van Djedkare
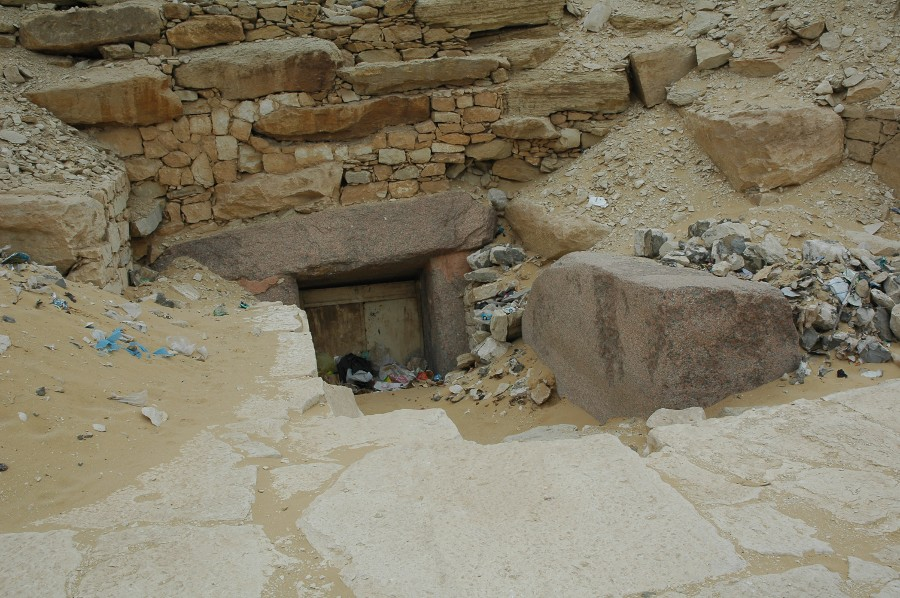
Toegang tot de piramide van Djedkare